# تيري كونيل
تيري كونيل (بالإنجليزية: Terry Connell)‏ هو لاعب كرة قاعدة أمريكي، ولد في 17 يونيو 1855 في فيلادلفيا في الولايات المتحدة، وتوفي بنفس المكان في 25 مارس 1924.